# لبوبو
لبوبو (; چینی: 拉布布; پین‌یین: Lā bù bù) مجموعه‌ای از عروسک‌های پولیشی و کلکسیونی است که توسط تصویرگر هنگ‌کنگی کاسینگ لانگ ساخته شده است. این مجموعه عروسک‌ها شامل الف‌های شبیه جانور با چهره اغراق‌آمیز است که شخصیت اصلی آن لبوبو می‌باشد؛ هیولایی با دندان‌های تیز، گوش‌های بزرگ و ظاهری آشفته.
این عروسک‌ها به‌طور انحصاری توسط خرده‌فروش چینی پاپ مارت (Pop Mart) تولید و عرضه می‌شوند. پاپ مارت عروسک‌های لبوبو را بیشتر در جعبه‌های مهر و موم‌شده عرضه می‌کند که هویت دقیق شخصیت داخل آن پنهان است؛ روشی که به آن بسته‌بندی جعبه کور (blind box packaging) گفته می‌شود. در طول زمان، این مجموعه گسترش یافته و شامل نسخه‌های مختلف لبوبو و شخصیت‌های مرتبط دیگر شده است که اغلب در تعداد محدود یا به‌صورت مجموعه‌های موضوعی منتشر می‌شوند.

## تاریخچه
لبوبو در ابتدا شخصیتی بود که توسط کاسینگ لانگ (متولد ۱۹۷۲) طراحی شد؛ این هنرمند در هنگ کنگ به دنیا آمد، در اوترخت هلند بزرگ شد و بعدها در آنتورپ بلژیک ساکن گردید. لبوبو بخشی از مجموعهٔ داستانی لانگ با نام هیولاها (The Monsters) بود؛ مجموعه‌ای که از فولکلور (افسانه‌های عامیانه) و اسطوره‌شناسی شمال اروپا الهام گرفته بود، موضوعاتی که لانگ در دوران کودکی به آن‌ها علاقه داشت.
لبوبو نخستین بار در سال ۲۰۱۵ همراه با فیگورهای «هیولاها» که توسط شرکت How2Work تولید می‌شد معرفی شد. این اسباب‌بازی در سال ۲۰۱۹ و پس از همکاری با شرکت پاپ مارت (Pop Mart) شهرت بیشتری پیدا کرد. این شراکت باعث جهش محبوبیت لبوبو میان کلکسیونرها شد.
تا سال ۲۰۲۵، بیش از ۳۰۰ فیگور مختلف از لبوبو عرضه شده است؛ اندازه و قیمت آن‌ها بسیار متنوع بوده و از ۱۵ دلار آمریکا برای یک فیگور وینیل ۸ سانتی‌متری تا ۹۶۰ دلار برای نسخهٔ «مگا» با ارتفاع ۷۹ سانتی‌متر متغیر است. در ژوئن همان سال، یک لبوبوی سبز نعنایی با ارتفاع ۱/۲ متر (۴ فوت) در نخستین حراج رسمی لبوبو در پکن به قیمت ۱۷۰ هزار دلار به فروش رسید. همچنین قرار است یک اقتباس انیمه‌ای در قالب ۱۵۶ قسمت کوتاه ۴ تا ۵ دقیقه‌ای (در قالب پخش ۷ دقیقه‌ای) از اواسط سال ۲۰۲۵ روی آنتن برود.
در همین زمان، سهام ۴۸/۷۳ درصدی وانگ نینگ (مدیرعامل پاپ مارت) در این شرکت، ثروتی معادل ۲۱/۱ میلیارد دلار آمریکا برای او به همراه داشته است (تا ۷ ژوئیه ۲۰۲۵؛ در حالی که این رقم در سال ۲۰۲۴ تنها ۱/۸ میلیارد دلار بود). به این ترتیب، او در سن ۳۷–۳۸ سالگی جوان‌ترین عضو فهرست ده میلیاردر برتر چین شد.

## تأثیر فرهنگی

### طلسم‌های تایلندی
در سال ۲۰۲۴، به دلیل محبوبیت گسترده و ویروسی لبوبو در تایلند، بسیاری از مردم این کشور باور پیدا کردند که تصویر آن می‌تواند ثروت و خوش‌شانسی به همراه بیاورد. به همین دلیل، لبوبو به شکل طلسم‌های بودایی و تتوهای مقدس ساخته شد.

### تبلیغات سیاسی
در سپتامبر ۲۰۲۴، تیم حزب اقدام مردم در منطقهٔ سِنکانگ سنگاپور یک رویداد توزیع مواد غذایی برای سالمندان برگزار کرد. در این مراسم، یک جاکلیدی لبوبو با لباس سفید و لوگوی حزب معرفی شد. لام پین مین، رئیس شاخه سنگکانگ غرب این حزب، عکس‌هایی از این عروسک را در شبکه‌های اجتماعی منتشر کرد و آن را «جدیدترین و بامزه‌ترین داوطلب تیم» خواند. این عروسک حتی در عکس رسمی گروه و یک ویدیوی بعدی در تیک‌تاک نیز حضور داشت.

### جشنوارهٔ نُه امپراتور
در اکتبر ۲۰۲۴، معبد لینگ لیان بائو دیان در سنگاپور برای نخستین بار به‌منظور جذب نسل جوان به آیین‌های مذهبی سنتی، عناصر اسباب‌بازی کلکسیونی را وارد جشنواره کرد. چهار فیگور لبوبو با لباس سفید، کلاه سفید و شال زرد مانند پیروان واقعی در آیین‌ها شرکت کردند. این اقدام توجه زیادی را در شبکه‌های اجتماعی جلب کرد. برخی آن را نوآورانه و جذاب دانستند، در حالی که عده‌ای آن را بی‌احترامی به خدایان قلمداد کردند. معبد توضیح داد که این عروسک‌ها صرفاً نقش «پیروان» را ایفا می‌کردند و به‌عنوان نذری پرستیده نمی‌شدند، بنابراین بی‌احترامی‌ای در کار نبوده است. ویدیوهای این رویداد بازدید گسترده‌ای داشت و بسیاری از جوانان برای دیدن فیگورها از نزدیک به معبد آمدند.

### نگرانی‌های روان‌شناختی و ممنوعیت‌ها
در سال ۲۰۲۵، برخی اعضای شورای فدراسیون روسیه از جمله اکاترینا آلتابایوا و تاتیانا بوتسکایا پیشنهاد دادند که عروسک‌های لبوبو ممنوع شوند. آن‌ها به «ظاهر ترسناک» این عروسک‌ها و تأثیر احتمالی منفی آن بر سلامت روان کودکان و همچنین به نبود برچسب‌زنی به زبان روسی روی بسته‌بندی‌ها اشاره کردند. به‌طور مشابه، مقامات اقلیم کردستان عراق بیش از ۴٫۰۰۰ عروسک لبوبو را ضبط کرده و فروش آن‌ها را ممنوع کردند. آن‌ها ادعا کردند این اسباب‌بازی می‌تواند بر رفتار کودکان تأثیر بگذارد و «ارواح اهریمنی» را جذب کند، هرچند هیچ مدرک علمی برای پشتیبانی از این ادعا ارائه نشد.

### تئوری‌های توطئه اهریمنی
لبوبو با تئوری‌های توطئه‌ای پیوند داده شده که آن را به پازوزو، دیو باستانی بین‌النهرین، مرتبط می‌دانند؛ دلیلش لبخند دندان‌تیز و ظاهر هولناک آن است. این نظریات در پلتفرم‌هایی مثل تیک‌تاک و ردیت محبوبیت پیدا کرد و برخی کاربران ادعا کردند تجربه‌های ماورایی داشته‌اند و حتی عروسک‌هایشان را در انظار عمومی نابود کردند. بازیگر پاکستانی میشی خان هم ابراز نگرانی کرد و هشدار داد که این عروسک‌ها ممکن است انرژی‌های منفی یا جن را جذب کنند. با این حال، طراحان و تحلیلگران فرهنگی این ادعاها را رد کرده‌اند و گفته‌اند شخصیت لبوبو بر پایهٔ فولکلور اروپایی شکل گرفته و هیچ نماد علوم خفیه در آن وجود ندارد.

### انتقاد از بازاریابی و مصرف‌گرایی افراطی
لبوبو با مدل جعبه‌های کور (blind box) فروخته می‌شود؛ روشی که به دلیل ایجاد کمبود مصنوعی و وابستگی احساسی، مورد انتقاد قرار گرفته است. منتقدان معتقدند این روش افراد را به جمع‌آوری وسواس‌گونه، سوءاستفاده مالی و ترویج ارزش‌های مصرف‌گرایانه سوق می‌دهد. برخی سرمقاله‌ها حتی فرهنگ هواداری لبوبو را بازتابی از بت‌سازی مصرفی مدرن دانسته‌اند.

### محصولات تقلبی و نگرانی‌های کیفیت
محبوبیت لبوبو باعث رواج گستردهٔ نمونه‌های تقلبی شده است. این عروسک‌های تقلیدی که گاهی «لفوفو» نامیده می‌شوند، در سراسر جهان فروخته می‌شوند. همین موضوع باعث شده شرکت پاپ مارت اقدامات حقوقی انجام دهد؛ از جمله شکایت علیه فروشگاه ۷-ایلون در کالیفرنیا به دلیل فروش عروسک‌های جعلی.